# Dublon
Dublon of Tonawas is een eiland behorende tot Chuukeilanden en onderdeel van Micronesia. Het is 10 vierkante kilometer groot en het hoogste punt is 344 meter. Er komen slechts twee zoogdieren voor, de vleermuizen Pteropus insularis en Emballonura semicaudata.
Dublon · Eot · Ettal · Fala-Beguets · Fananu · Fefan · Kutu · Losap · Lukunor · Magur· Moch · Murilo · Nama · Namoluk · Nomwin · Onari· Oneop · Ono · Param · Pis-Losap · Pisaras · Pulap · Pulusuk · Puluwat · Romanum · Ruo · Satawan · Ta · Tamatam · Tol · Tsis · Udot · Ulul · Uman · Weno